# Partha Chatterjee
Partha Chatterjee (Calcuta, India, 5 de noviembre de 1947) es un científico social, fundador del Grupo de Estudios Subalternos. En sus obras está presente la ciencia política, la antropología y la historia de forma interdisciplinaria, así como un cuestionamiento permanente a las bases eurocéntricas y al saber basado en premisas occidentales.

## Formación académica
Estudió ciencia política en el Presidency College de Calcuta y una maestría en la Universidad de Rochester.

### Actividades académicas
Es profesor de ciencia política y fue director del Centro de Estudios en Ciencias Sociales de Calcuta. Actualmente es profesor de antropología en la Universidad de Columbia de Nueva York. También imparte clases en la Universidad de Calcuta y en la Universidad de Jadavpur. Es coeditor de Baromash, una revista literaria bianual publicada en Calcuta.

### Obras
- La nación en tiempo heterogéneo y otros estudios subalternos (2008)
- The Politics of the Governed: reflections on popular politics in most of the world (2004)
- A Princely Impostor (2002)
- The Present History of West Bengal (1997)
- The Nation and its Fragments: colonial and postcolonial histories (1993)
- Nationalist Thought and the Colonial World: A Derivative Discourse? (1986)

### Actividades artísticas
Ha publicado poemas en bengalí y es un actor y dramaturgo conocido en la escena teatral de Calcuta. Apareció en 2007 en la película El buen nombre de Mira Nair.